# Colonia Vista Mar
Colonia Vista Mar är en ort i Mexiko.   Den ligger i kommunen Zihuatanejo de Azueta och delstaten Guerrero, i den södra delen av landet, 300 km sydväst om huvudstaden Mexico City. Colonia Vista Mar ligger 42 meter över havet och antalet invånare är 617.
Terrängen runt Colonia Vista Mar är platt söderut, men norrut är den kuperad. En vik av havet är nära Colonia Vista Mar åt sydväst. Runt Colonia Vista Mar är det glesbefolkat, med 19 invånare per kvadratkilometer. Närmaste större samhälle är Zihuatanejo, 14,2 km väster om Colonia Vista Mar. Omgivningarna runt Colonia Vista Mar är en mosaik av jordbruksmark och naturlig växtlighet.